# Тарасенко, Иван (махновец)
Тарасенко, Иван(-1921) — участник махновского движения.

## Биография
Родился в конце девятнадцатого столетия в Мариупольском уезде, Екатеринославской губернии.
В 1920 году присоединился к махновцам. В ноябре декабре 1920 года начальник штаба Особой группы войск им. Махно.
В июне 1921 года помощник командира конной разведки РПАУ.
Дальнейшая судьба неизвестна.